# Alterità
(Rimbaud, lettera a Georges Izambard; Charleville, 13 maggio 1871 e, due giorni dopo, lettera a Paul Demeny)
Alterità, come sinonimo di diversità, indica la differenza tra due entità. Derivato dal latino alter, diverso, il termine in ambito filosofico significa l'opposto di identità.

## Platone
Platone concepisce l'alterità come uno dei cinque "generi sommi"  rigettando l'identificazione tra essere ed identità che caratterizzava la filosofia eleatica per cui l'essere come attributo va riferito alle molteplici idee le quali sono perciò altre, diverse, le une dalle altre.

### L'unità di sistema
Nasceva quindi per Platone il problema di come la molteplicità delle idee potesse conservare, escludendo il divenire, il carattere di unicità e immutabilità che contraddistingueva il mondo ideale eterno da quello altrettanto molteplice, e perciò mutevole, terreno.
Una prima soluzione di carattere morale, era quella per cui si introduceva tra le molteplici idee un'unità di sistema, nel senso che in tutte le diverse idee circolava, come elemento unificatore, l'idea di bene la quale faceva sì che, pur rimanendo diverse le une dalle altre, ognuna di esse era "buona" accomunandosi per questo valore a tutte le altre.
Così come tutte le diverse parti, ad esempio, di un orologio, si unificano come sistema nell'orologio stesso.

### Non essere come "essere diverso"
Un'altra soluzione di carattere logico-linguistico era quella per cui ogni idea era se stessa e, nello stesso tempo, non era tutte le altre: questa presenza dell'essere e del non-essere però non implicava la realtà del divenire, inteso come mescolanza di essere e non essere, che avrebbe inficiato l'immutabilità delle idee, poiché, sosteneva Platone, quel "non essere" non voleva dire non esistere, per cui ne sarebbe derivato l'insanabile contrasto di una stessa cosa che era (esisteva) e non era (non esisteva), ma voleva semplicemente dire che ognuna di esse era diversa da tutte le altre, conservando in questo modo la caratteristica dell'essere, dell'unicita e immutabilità.

## Aristotele
Aristotele distingue l'alterità dalla differenza: la prima è intesa genericamente come la diversità che intercorre tra generi ontologicamente diversi, la seconda è la diversità tra cose dello stesso genere.

## Hegel
Per il filosofo dell'idealismo, il qualcosa, l'essere caratterizzato qualitativamente, è in una contrapposizione logica negativa con l'"altro" da se stesso, non è l'altro e quindi ne subisce il limite ma, nello stesso tempo, questa sua limitatezza dà il via a un percorso progressivo di alterazione delle proprie qualità all'infinito (come per esempio accade nei fenomeni chimici).

## Esistenzialismo
Il termine alterità si trova spesso nell'esistenzialismo intesa come alienazione, estraneazione dell'individuo da sé stesso, oppure in riferimento al Totalmente Altro, quale concetto-limite che trascende una persona o un'entità, ed è connotato da una radicale differenza ontologica rispetto a quest'ultima.

## Lévinas
Al contrario, per filosofi come Emmanuel Lévinas (1905-1995) l'alterità non solo non è un disvalore, ma è il valore etico più elevato.

## Natoli
Altrettanto favorevole a valutare positivamente l'alterità è Salvatore Natoli (1942) che, rielaborando il concetto aristotelico di magnanimità, giudica il considerare il bene dell'altro la migliore delle virtù: «Il magnanimo non guarda gli altri non perché li sottovaluta, ma perché trova nel compito che si è prefisso la propria misura» e «In questo padroneggiarsi ci si rende, paradossalmente, più disponibili nei confronti degli altri, si diventa indirettamente generosi, dal momento che bonum est diffusivum sui.»

## Donna Haraway
Anche Donna Haraway, filosofa e docente statunitense, capo-scuola della teoria del cyborg, una branca del pensiero femminista che studia il rapporto tra scienza e identità di genere, parla di alterità in riferimento all'alterità macchinica interpretata emblematicamente dalla figura del cyborg. Il cyborg da invenzione fantascientifica diventa metafora della condizione umana. Il cyborg è al contempo uomo e macchina, individuo non sessuato o situato oltre le categorie di genere, creatura sospesa tra finzione e realtà: il cyborg è un organismo cibernetico, un ibrido di macchina e organismo, una creatura che appartiene tanto alla realtà sociale quanto alla finzione. Questa figura permetterebbe di comprendere come la pretesa naturalità dell'uomo sia in effetti solo una costruzione culturale, poiché tutti saremmo in qualche modo dei cyborg.